# Bella Ouellette
Bella Ouellette, de son vrai nom Agnès Martine Ouellette, née à Montréal le 19 octobre 1886 et décédée à Montréal le 5 décembre 1945, est une comédienne québécoise.
Elle travaille essentiellement sur les scènes des théâtres et à la radio.

## Biographie
Bella Ouellette fait ses débuts à l'âge de treize ans à côté de M. Louis Labelle et Mme Blanche de La Sablonnière, artistes célèbres à l'époque. Elle fait ses débuts professionnels au Monument-National (Montréal) avec Paul Cazeneuve.
Par la suite, Bella Ouellette connait une grande carrière sur les scènes des théâtres montréalais du début des années 1900 jusqu'à la fin des années 1930. Elle est l'actrice principale de la troupe de Julien Daoust.  
Elle épouse Julien Daoust le 14 février 1906, à Ste-Brigide, Montréal. Ils se séparent en 1919 et elle crée sa propre troupe de théâtre en 1922 avec Jeanne Demons (la Troupe Ouellette-Demons)
D'ailleurs, au cours des années 1920, elle est considérée comme l'une des grandes actrices de théâtre du Québec. 
Au début des années 1930, elle est active au sein de la troupe de théâtre que Fred Barry, mise sur pied avec le comédien Albert Duquesne. La Troupe Barry-Duquesne s'installe dès le début au cinéma Chanteclerc (à Montréal), connu éventuellement sous le nom de Théâtre Stella. Fred Barry et Albert Duquesne sont entourés au sein de cette troupe par Bella Ouellette, Marthe Thiéry, Antoine Godeau, Pierre Durand, Mimi d'Estée, Henry Deyglun, Jeanne Demons et Gaston Dauriac. La Troupe Barry-Duquesne, accompagnée du Quatuor Alouette, s'embarque pour Paris en 1937. Bella Ouellette et les autres membres de la troupe y jouent une pièce d'Henry Deyglun, Vers la terre canadienne. Pour la première fois, une troupe québécoise présente une pièce du Québec en France.
Devant le marasme que connaît le théâtre à Montréal à partir des années 1930, elle se tourne aussi vers la radio et joue en fin de carrière dans les premiers feuilletons radiophoniques tel Un homme et son péché. 
Elle épouse Fred Barry en 1944.
Le fonds d'archives de Fred Barry et Bella Ouellette est conservé au centre d'archives de Montréal à la Bibliothèque et Archives nationales du Québec.

## Sources
- Raymonde Bergeon et Marcelle Ouellette, Radio-Canada 1936-1986. Voix, visages et légendes, 1986.
- Dictionnaire des artistes du théâtre québécois, Cahier de théâtre Jeu. 2008
- 101 années de vedettariat au Québec, Outremont, Éditions du Trécarré, 2000, 160 p. (ISBN 2-89249-977-1)
- Notices d'autorité :   - VIAF